# Palácio de Westminster, Abadia de Westminster e Igreja de Santa Margarida
O Palácio de Westminster, Abadia de Westminster e Igreja de Santa Margarida são três monumentos situados em Londres, na praça do Parlamento e formam o núcleo político e religioso do Reino Unido.
Foram construídos na cidade de Westminster, que foi integrada na cidade de Londres no século XVII.

## Abadia de Westminster
Construída entre 1050 e 1065, é onde se fazem as coroações dos monarcas do Reino Unido.

### Igreja de Santa Margarida
Construída no século XV, foi renovada por diversas vezes. É a igreja do parlamento.